# 東京都道20号・神奈川県道525号府中相模原線
東京都道20号・神奈川県道525号府中相模原線（とうきょうとどう20ごう・かながわけんどう525ごう ふちゅうさがみはらせん）は、東京都府中市宮西町の東京都道229号府中調布線（旧甲州街道）交点（府中市役所前交差点）から府中市、日野市、多摩市、八王子市、町田市を経て神奈川県相模原市に至る主要地方道（東京都道）および一般県道（神奈川県道）である。なお、バイパス（支線）は国立市も通る。通称野猿街道（やえんかいどう、国立市青果市場東交差点 - 八王子市下柚木交差点）。
このうち、東京都道20号府中相模原線（府中市から八王子市まで）は主要地方道であるが、神奈川県内の区間は全線が一般国道16号と重複し一般県道の神奈川県道525号府中相模原線となっている。同一の都道府県道で主要地方道区間と一般都道府県道区間が混在する数少ない路線である（他に大阪府道住吉八尾線、東京都道・千葉県道501号王子金町市川線がある）。
また、バイパスの国立インター入口交差点から青果市場東交差点（国立府中インターチェンジ手前）までの区間は、一般国道20号日野バイパスと重複している。

## 概要

### 路線データ
- 起点：東京都府中市宮西町 東京都道229号府中調布線（旧甲州街道）・東京都道17号所沢府中線（府中街道）交点（府中市役所前交差点）
- 終点：神奈川県相模原市緑区西橋本五丁目1番 国道413号交点付近
- 路線延長
  - 東京都区間：19,059 m（実延長、2013年4月1日現在）[3]
  - 神奈川県区間：0 m（実延長=全区間国道16号と重複）

## 路線状況

### 通称
- 府中街道（起点 - 府中市本町 府中本町駅入口交差点）
- 鎌倉街道（府中市本町 府中本町駅入口交差点 - 多摩市関戸 新大栗橋交差点）
- 川崎街道（多摩市関戸 新大栗橋交差点 - 同市一ノ宮 一ノ宮交差点）
- 野猿街道（国立市谷保 青果市場東交差点 - 八王子市下柚木 下柚木交差点）[1]※青果市場東交差点 - 一ノ宮交差点間はバイパス
- 柚木街道（八王子市下柚木 下柚木交差点 - 同市鑓水 鑓水交差点）
- 東京環状（八王子市鑓水 鑓水交差点 - 東京都神奈川県堺）
- 日野バイパス（国立市谷保 国立府中インター入口交差点 - 同市青果市場東交差点）※バイパス

### バイパス(支線）
1. 府中市内
  - 府中市本町 府中本町駅前付近
2. 国立市 - 多摩市
  - 国立市谷保（国立インター入口交差点）
↓
  - 国立谷保458-1番地の交差点（多摩青果市場前バス停付近）
↓
  - 府中市四谷（四谷体育館東交差点）
↓府中四谷橋
  - 多摩市一ノ宮（一ノ宮交差点） - 本線との合流点
3. 国立市 - 府中市
  - 国立市矢川（矢川三丁目交差点）
↓
  - 国立市泉国道20号日野バイパス交点（石田大橋北詰付近）
↓
  - 府中市四谷（四谷体育館東交差点） - 上記バイパスへの合流点
4. 八王子市上柚木付近
  - 八王子市上柚木（上柚木会館入口交差点）
↓
  - 八王子市鑓水（柚木西小入口交差点）

### 重複区間
本線
- 東京都道9号川崎府中線（起点 - 府中市本町 府中本町駅入口交差点）
- 東京都道18号府中町田線（起点 - 多摩市関戸 新大栗橋交差点）
- 東京都道41号稲城日野線（多摩市関戸 新大栗橋交差点 - 同市一ノ宮 一ノ宮交差点）
- 国道16号（東京都八王子市鑓水交差点 - 終点）

バイパス
- 国道20号日野バイパス（国立市谷保 国立府中インター入口交差点 - 同市青果市場東交差点）

### 橋梁
- 府中四谷橋（多摩川）
- 殿田橋（大栗川）
- 宝蔵橋（大栗川）

## 地理

### 通過する自治体
- 東京都
  - 国立市
  - 府中市
  - 日野市
  - 多摩市
  - 八王子市
  - 町田市
- 神奈川県
  - 相模原市

### 交差する道路
本線の起点から一ノ宮交差点まで重複区間のため省略
起点から大栗川橋交差点までは東京都道18号府中町田線参照
大栗川橋交差点から一ノ宮交差点までは東京都道41号稲城日野線参照
バイパス2・本線の一ノ宮交差点以西
| 交差する道路                                               | 交差する道路                                               | 交差点名           | 所在地   | 所在地       |
| ---------------------------------------------------------- | ---------------------------------------------------------- | ------------------ | -------- | ------------ |
| 東京都道256号八王子国立線（甲州街道）                      | 国道20号（甲州街道）                                       | 国立インター入口   | 東京都   | 国立市       |
| 国道20号・東京都道20号府中相模原線バイパス（日野バイパス） | 国道20号・東京都道20号府中相模原線バイパス（日野バイパス） | 青果市場東         | 東京都   | 国立市       |
| E20中央自動車道                                            | E20中央自動車道                                            | （接続無し）       | 東京都   | 府中市       |
| 支線                                                       | -                                                          | 四谷体育館東交差点 | 東京都   | 府中市       |
| 東京都道41号稲城日野線（川崎街道）                         | 本線・東京都道41号稲城日野線（川崎街道）                   | 一ノ宮             | 東京都   | 多摩市       |
| -                                                          | 東京都道157号乞田東寺方線                                  | 宝蔵橋             | 東京都   | 多摩市       |
| -                                                          | 東京都道157号乞田東寺方線バイパス                          |                    | 東京都   | 多摩市       |
| 東京都道156号町田日野線（多摩モノレール通り）              | 東京都道156号町田日野線（多摩モノレール通り）              | 堰場               | 東京都   | 八王子市     |
| 東京都道155号町田平山八王子線（平山通り）                  | 東京都道155号町田平山八王子線（平山通り）                  | 大栗川橋北         | 東京都   | 八王子市     |
| 東京都道160号下柚木八王子線（野猿街道）                    | -                                                          | 下柚木             | 東京都   | 八王子市     |
| 東京都道20号府中相模原線（旧道）                           | -                                                          | 上柚木会館入口     | 東京都   | 八王子市     |
| 東京都道20号府中相模原線（旧道）                           | -                                                          | 柚木西小入口       | 東京都   | 八王子市     |
| 国道16号（東京環状）                                       | 国道16号（東京環状）                                       | 鑓水               | 東京都   | 八王子市     |
| 東京都道47号八王子町田線（町田街道）                       | 東京都道47号八王子町田線（町田街道）                       | 相原               | 東京都   | 町田市       |
| 神奈川県道505号橋本停車場線                                | 神奈川県道505号橋本停車場線                                | 香福寺前           | 神奈川県 | 相模原市緑区 |
| 国道16号八王子バイパス                                     |                                                            |                    | 神奈川県 | 相模原市緑区 |
| 国道413号                                                  | -                                                          |                    | 神奈川県 | 相模原市緑区 |
| 国道16号 相模大野・横浜方面                                |                                                            |                    |          |              |

バイパス3
| 交差する道路                          | 交差点名           | 所在地 | 所在地 |
| ------------------------------------- | ------------------ | ------ | ------ |
| 東京都道256号八王子国立線（甲州街道） | 矢川三丁目         | 東京都 | 国立市 |
| E20中央自動車道                       | （接続無し）       | 東京都 | 国立市 |
| 国道20号（日野バイパス）              | 石田大橋北         | 東京都 | 国立市 |
| バイパス（野猿街道）                  | 四谷体育館東交差点 | 東京都 | 府中市 |